# جووانی دی لورنتزو
جووانی دی لورنتزو (ایتالیایی: Giovanni Di Lorenzo؛ زادهٔ ۴ اوت ۱۹۹۳) بازیکن فوتبال اهل ایتالیا است که برای باشگاه ناپولی بازی می‌کند.